# Christoph Brüx
Christoph Brüx (født 13. december 1965 i Sonsbeck, Nordrhein-Westfalen) er en tysk pianist, komponist, musikproducer og filmproducer.
Han har arbejdet for forskellige kunstnere, eksempelvis No Angels, Matthias Reim, Anna, The Underdog Project, ... og skabt filmmusik.
Udover musikken, beskæftiger sig med Billedkunst i hans atelier i Hamburg, hvor han nu også arbejder som maler og billedhugger.

## Billedkunst
- Wikimedia Commons har flere filer relateret til Christoph Brüx

## Bands
- SMC Unity[1]

Medlemmer: Sofie St. Claire, Matthias Menck, Christoph Brüx
- Dolphin Sound[2]

Medlemmer: Christoph Brüx, Matthias Menck

## Diskografi (Udvælgelse)
| År   | Kunstner                     | Titel                                              |
| ---- | ---------------------------- | -------------------------------------------------- |
| 1993 | SMC Unity                    | Move'n Groove                                      |
| 1994 | SMC Unity                    | Make It Happen                                     |
| 1995 | Matthias Reim                | Tina geht tanzen (Anti-drug sang)                  |
| 1995 | Matthias Reim                | Ist das Liebe?                                     |
| 1995 | Matthias Reim                | Alles klar                                         |
| 1996 | Dolphin Sound                | The Circle                                         |
| 1997 | Matthias Reim                | Wenn du gehen willst, must du gehen, Das erste Mal |
| 1998 | Sweet Sour                   | Pick A Number                                      |
| 2000 | The Underdog Project         | Tonight                                            |
| 2000 | Anna David                   | P.Y.B. (Pretty Young Boy)                          |
| 2001 | Double M.                    | Featuring Sophie* - Friday Nite                    |
| 2001 | Brooklyn Bounce              | Born To Bounce (Music Is My Destiny)               |
| 2002 | Bro'Sis                      | All I Wanna Know, Let Me Know                      |
| 2002 | The Underdog Project         | I Can't Handle It (Alex K Mix)                     |
| 2003 | The Underdog Project         | Winter Jam                                         |
| 2003 | Vanessa S.                   | Shining                                            |
| 2003 | No Angels                    | Angel of Mine                                      |
| 2004 | Novastar (2)                 | Summer Jam                                         |
| 2005 | 18auf12 feat. Gary Krosnoff  | Back to St. Pauli                                  |
| 2006 | Tony Cook & The Trunk-O-Funk | Cash Advance                                       |
| 2007 | Alex Prinz u.a.              | Try to write a lovesong (Ambient)                  |
| 2010 | 18auf12: 100 år FC St. Pauli | One Hundred Beers ( 100 Øl )                       |

### filmografi
- Für die Familie (For the family) (Kortfilm) (Tyskland 2004)
- Alina (Alina)[14] (Tv-serie) (Tyskland 2005)
- Alinas Traum (Alinas dream) (Ungdomsfilm) (Tyskland 2005)
- Niklas'Theme[15] (undervands video)

## samarbejde
| - No Angels - Matthias Reim - Bro'Sis - The Underdog Project - Brooklyn Bounce - Vanessa S - Anke Engelke - Marc et Claude | - Double M - Kool & The Gang - Matthias Menck (Double M.) - Thomas Hettwer - Tina Turner - Niklas Schmidt - David Hasselhoff - Bonnie Tyler | - Jasmin Wagner (Blümchen) - Reinhard Fendrich - Anna David - Tony Cook |